# Вялых, Андрей Николаевич
Андрей Николаевич Вялых (19 августа 1923 года, с. Илькульган, Оренбургская губерния — 5 марта 1961 года) — командир орудия 812-го артиллерийского полка (273-я стрелковая дивизия, 6-я армия, 1-й Украинский фронт), старшина.

## Биография
Родился в крестьянской семье в селе Илькульган Оренбургского уезда Оренбургской губернии (ныне — Шарлыкский район Оренбургской области).
В 1941 году окончил 10 классов Илькульганской средней школы.
В августе 1941 года Шарлыкским райвоенкоматом был призван в ряды Красной армии. В апреле—августе 1942 года прошёл ускоренный курс Днепропетровского артиллерийского училища. С 16 сентября 1942 года на фронтах Великой Отечественной войны. Воевал на Донском, Брянском, Белорусском фронтах.
Приказом по 812 артиллерийскому полку от 22 сентября 1943 года старшина Вялых за мужество и героизм в боях против немецко-фашистских захватчиков был награждён медалью «За отвагу». В боях за освобождение города Дятьково его орудие уничтожило 4 станковых пулемёта, разбило дзот и до 10 солдат противника.
При форсировании реки Сож в районе города Пропойск (в настоящее время Славгород) 16 ноября 1943 года расчёт старшины Вялых уничтожил противотанковую пушку и 2 пулемёта противника, чем дал возможность батальону форсировать беспрепятственно реку. Приказом по 273-й стрелковой дивизии от 25 ноября 1943 года он был награждён орденом Славы 3-й степени.
7 июля 1944 года в бою, подкатив орудие к переправе через траншею, старшина Вялых обнаружил, что переправочный мостик разбит попаданием снаряда противника. Организовав расчёт на скорейшее восстановление мостика он быстро восстановил мостик, так как малейшее промедление грозило уничтожением орудия и расчёта. Потом его орудие вело огонь с открытой огневой позиции по наступающему противнику. Приказом по 279-й стрелковой дивизии от 22 июля 1944 года он был награждён орденом Красной Звезды.
В боях на Сандомирском плацдарме 11—12 сентября 1944 года расчёт старшины Вялых побил 2 танка противника и истребил до взвода солдат. Всего за 3 дня боёв расчёт отбил 6 контратак противника. Когда орудие вышло из строя, Вялых организовал опорный пункт и огнём личного оружия продолжал отражать атаки наседавшего противника. Лично уничтожил 5 солдат противника. Приказом по 3-й гвардейской армии он был награждён орденом Славы 2-й степени.
Во время боя заменил раненого командира взвода. 7 августа 1944 года под огнём противника переправил орудия на левый берег реки Висла и занял огневую позицию. 9 августа, командуя взводом, подбил самоходное орудие «Фердинанд» и танк, мешавшие продвижению пехоты. Под артиллерийским обстрелом противника переместил свои орудия в укрытие и после их перемещения немедленно открыл огонь. 10 августа со своим взводом отбивал контратаку танков и пехоты противника. Приказом по 120 стрелковому корпусу от 26 августа 1944 года награждён орденом Отечественной войны 2-й степени
7—8 февраля 1945 года в наступательных боях по прорыву обороны противника на западном берегу Одера в районе Глогау (Глогув) старшина Вялых с расчётом уничтожил 2 пулемётных точки, мешавших продвижению пехоты. 14 февраля 1945 года при отражении контратаки противника на деревню Польсдорф, где размещался штаб дивизиона, огнём орудия старшина Вялых уничтожил до взвода пехоты и 2 станковых пулемёта. При попытке проникновения противника на позицию батареи организовал часть артиллеристов на отражение атаки противника. В этом бою из личного оружия уничтожил 7 солдат противника. Указом Президиума Верховного Совета СССР от 29 июня 1945 года старшина Вялых был награждён орденом Славы 1-й степени.
Член КПСС с 1944 года. После войны продолжал службу в Советской армии. Служил на Дальнем Востоке. В 1953 году окончил Дальневосточные артиллерийские курсы усовершенствования офицерского состава. С 1960 года в звании майора ушёл в запас.
Скончался 5 марта 1961 года в военном госпитале города Хабаровска, там и похоронен.